# Afpak
Afpak è un neologismo ad uso giornalistico introdotto agli inizi del XXI secolo per designare la regione dell'Asia comprendente il Pakistan e l'Afghanistan (dalle cui iniziali il neologismo deriva) come singolo teatro di operazione. Michael Quinion scrive che il termine appare per la prima volta nel febbraio 2009. Il termine fu reso popolare (e probabilmente coniato) da Richard Holbrooke, rappresentante dell'amministrazione Obama in Pakistan e Afghanistan ..